# Сувид
Суви́д (укр. Сувид) — село, входит в Вышгородский район Киевской области Украины.
Население по переписи 2001 года составляло 343 человека. Почтовый индекс — 07340. Телефонный код — .

## Местный совет
07340, Київська обл., Вишгородський р-н, с. Сувид, вул. Леніна, 42

## Галерея

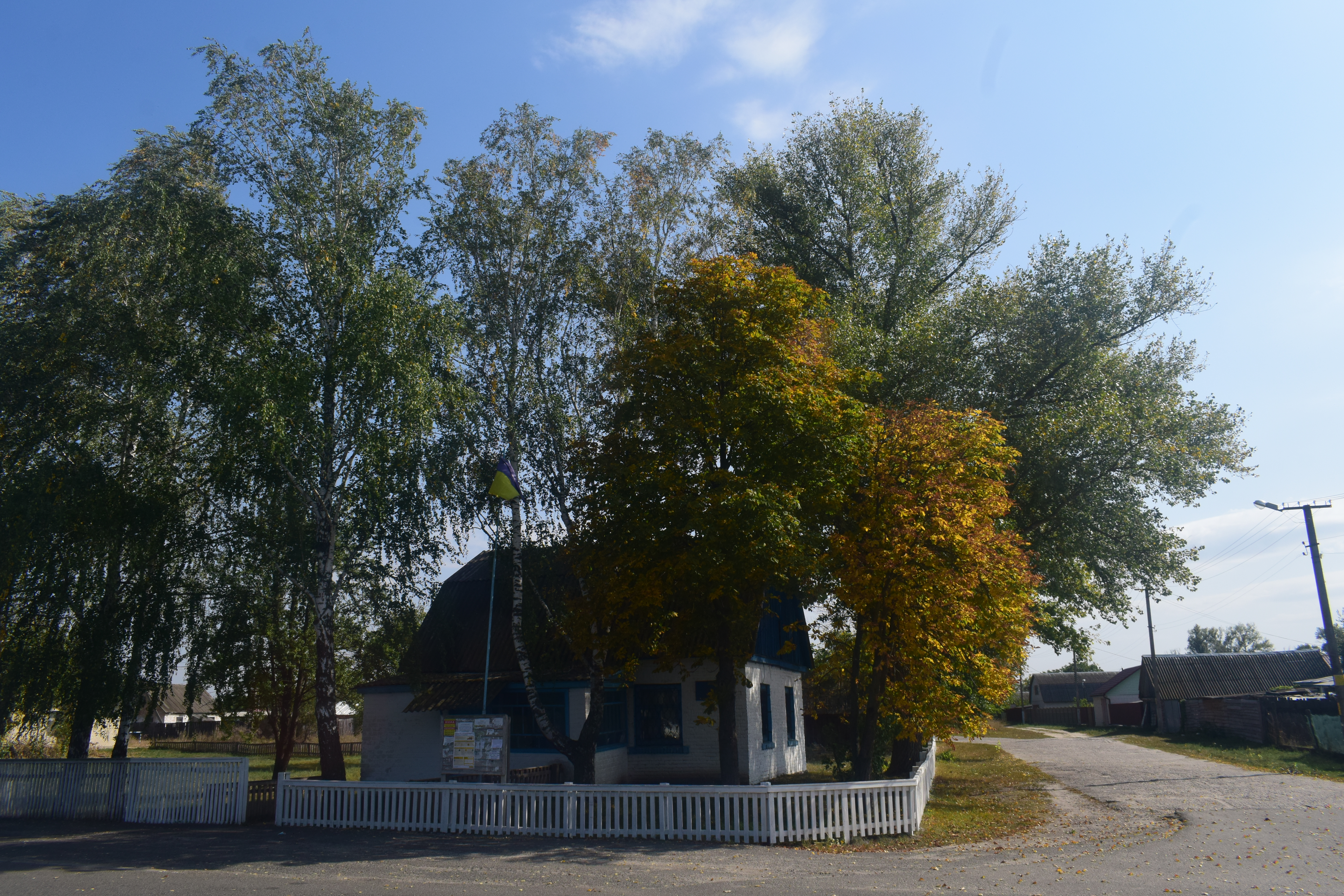
Сувидська сельсовет
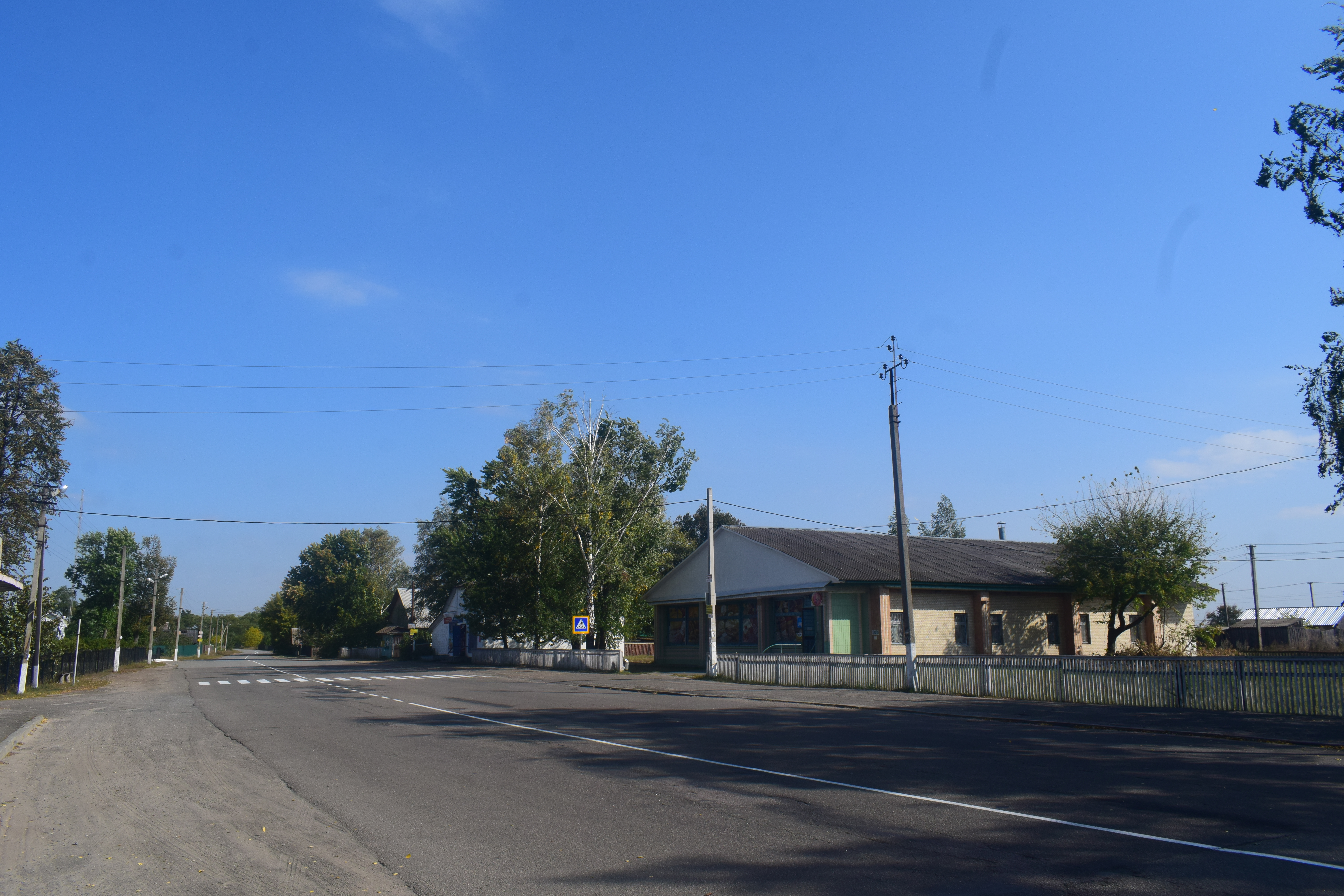
Магазин
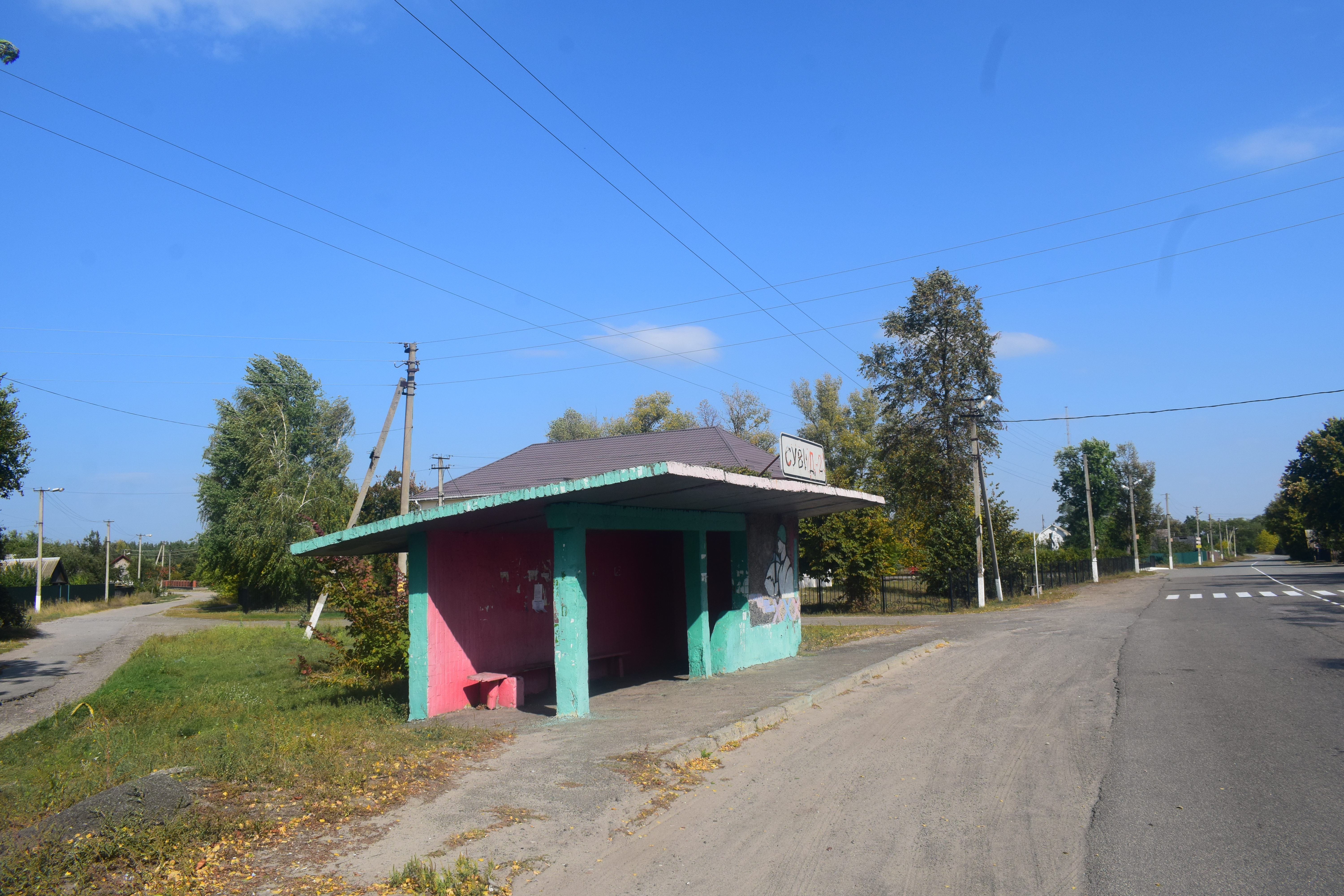
Автобусная остановка
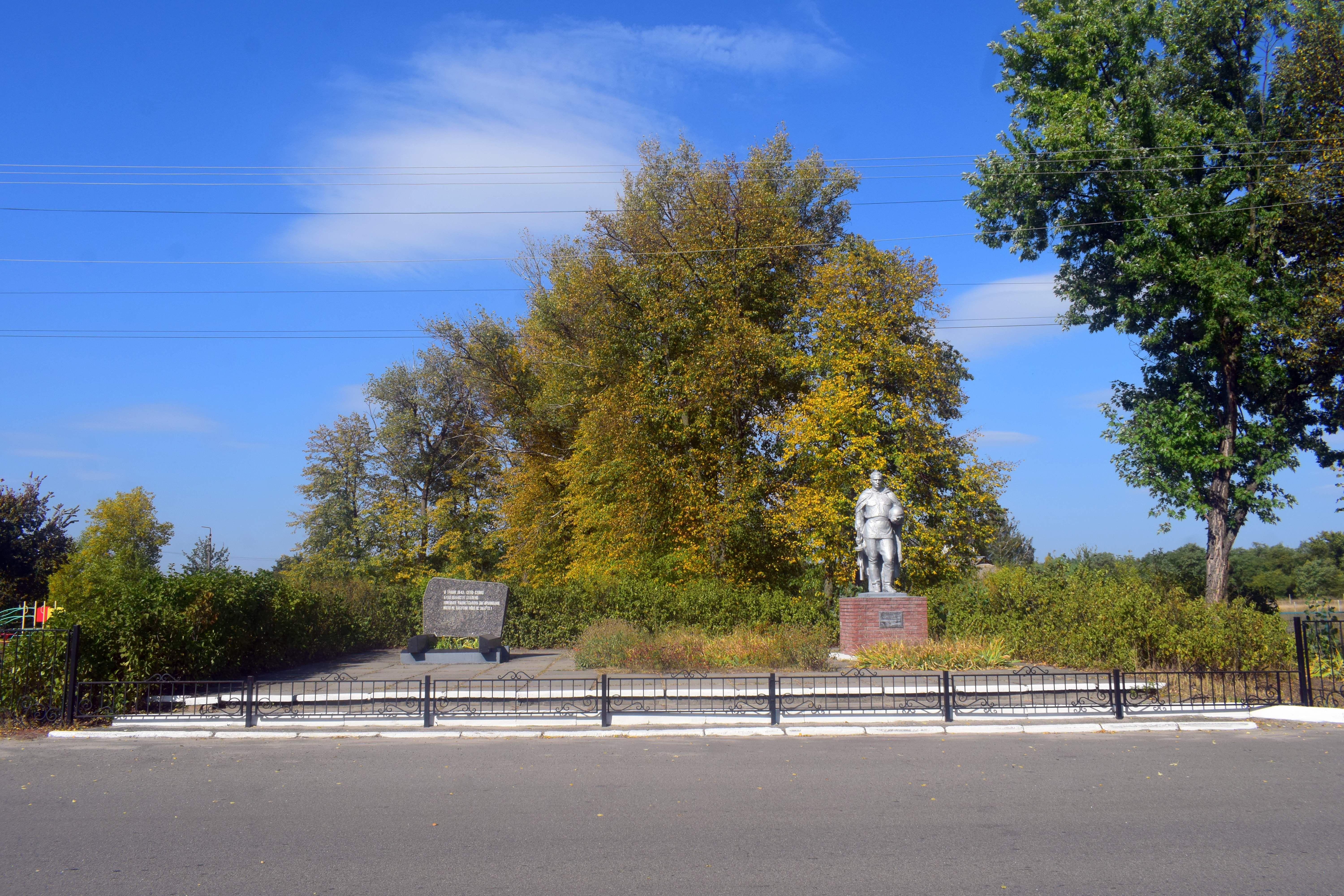
Братская могила в центре села
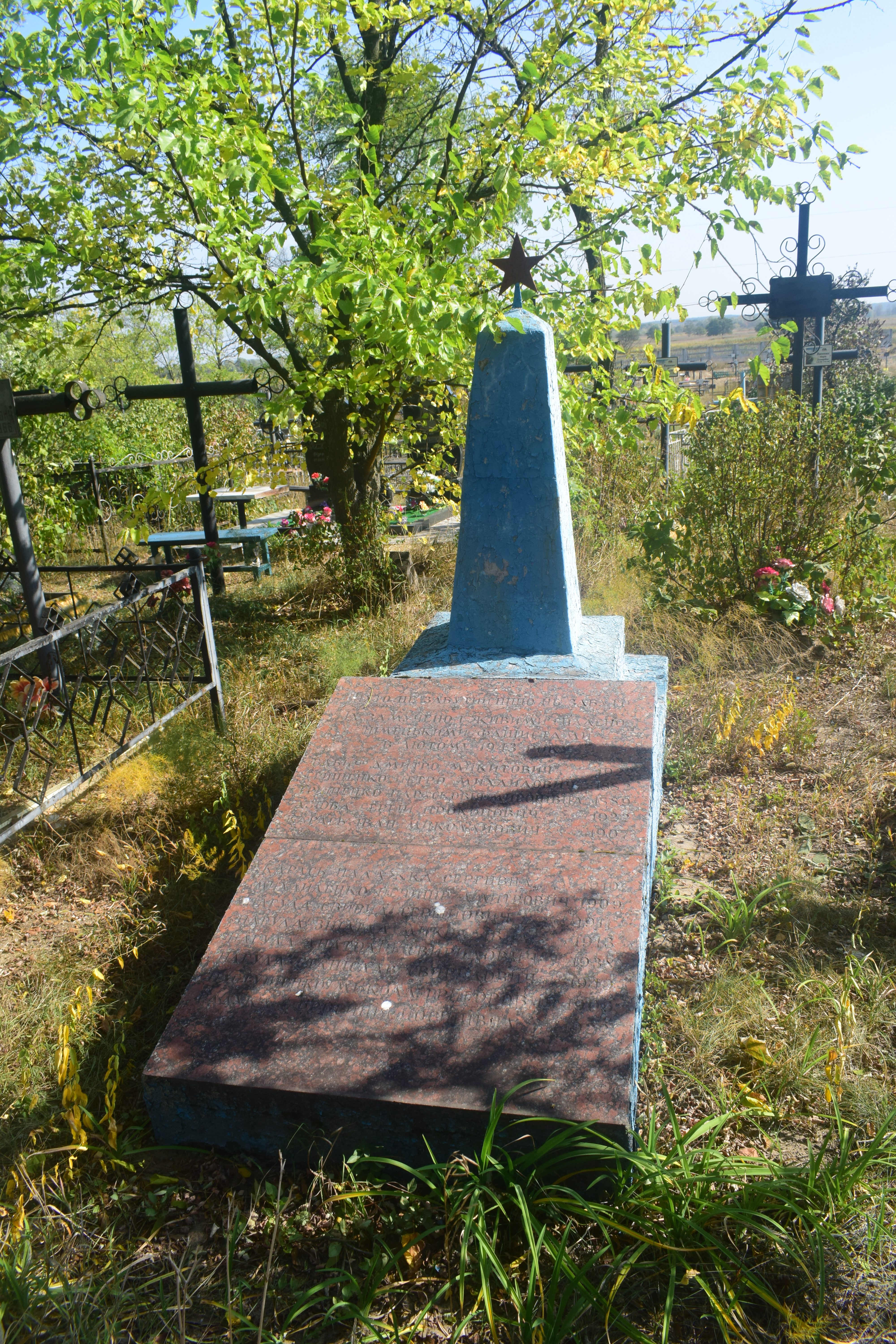
Одна из братских могил на кладбище